# 299 Thora
299 Thora eller 1935 PC är en asteroid i huvudbältet, som upptäcktes den 6 oktober 1890 av den österrikiske astronomen Johann Palisa. Asteroiden namngavs senare efter den fornnordiska åskguden Tor.
Thoras senaste periheliepassage skedde den 17 december 2019.[Uppdatering behövs] Dess rotationstid har beräknats till 274 timmar.